# Huỳnh Cách Mạng
Huỳnh Cách Mạng (sinh năm 1965) là một chính khách Việt Nam. Ông hiện là Thành ủy viên, Phó Trưởng ban Thường trực Ban Tổ chức Thành ủy Thành phố Hồ Chí Minh, Ủy viên Ủy ban Kiểm tra Thành ủy TPHCM.
Ông nguyên là Phó Chủ tịch Ủy ban nhân dân Thành phố Hồ Chí Minh nhiệm kỳ 2011-2016, 2016-2021.

## Lý lịch và học vấn
Huỳnh Cách Mạng sinh năm 1965, quê quán xã Hưng Thạnh, huyện An Nhơn, tỉnh Bình Định.
Trình độ học vấn: Thạc sĩ Hành chính công, Cử nhân chính trị học, Kỹ sư Kinh tế Công nghiệp

## Sự nghiệp
Từ 8/1996 - 6/1999: Quận uỷ viên, Ủy viên Ban Chấp hành Thành Đoàn, Bí thư quận Đoàn Phú Nhuận.
Từ 10/1999 - 5/2006: Quận uỷ viên, Uỷ viên UBND, Chánh văn phòng Hội đồng nhân dân - Ủy ban nhân dân quận Phú Nhuận.
Từ 6/2006 - 1/2009: Uỷ viên Ban Thường vụ Quận uỷ, Trưởng ban Dân vận kiêm Chủ tịch Uỷ ban Mặt trận Tổ quốc quận Phú Nhuận.
Từ 2/2009 - 9/2009: Phó Bí thư Huyện uỷ Cần Giờ.
Từ 18/09/2009 - 18/09/2014: Thành uỷ viên, Phó Bí thư huyện uỷ, Chủ tịch UBND huyện Cần Giờ.
Từ 20/10/2014- 23/08/2015: Thành uỷ viên, Bí thư Quận uỷ Tân Phú.
Từ 24/08/2015 - 4/2016: Thành uỷ viên, Phó trưởng Ban Tổ chức Thành ủy Thành phố Hồ Chí Minh.
Sáng 21/4/2016, tại kỳ họp Hội đồng nhân dân Thành phố Hồ Chí Minh lần thứ 21 khóa VIII đã bầu Huỳnh Cách Mạng giữ chức vụ Phó Chủ tịch Ủy ban nhân dân Thành phố với 83/87 đại biểu tán thành.
Chiều ngày 28/6/2016, kỳ họp thứ nhất Hội đồng nhân dân Thành phố Hồ Chí Minh khóa IX đã bầu Huỳnh Cách Mạng tiếp tục giữ chức vụ Phó Chủ tịch Ủy ban nhân dân Thành phố nhiệm kỳ 2016-2021.
Trưa 18/3/2019, Thành ủy TP.HCM tổ chức lễ trao quyết định phân công ông Huỳnh Cách Mạng - Thành ủy viên, Phó chủ tịch UBND TP làm Phó trưởng ban Thường trực Ban tổ chức Thành ủy.
Sáng 08/4/2019, Thường trực HĐND TPHCM đã đề nghị các đại biểu miễn nhiệm chức danh Phó Chủ tịch UBND TPHCM đối với ông Huỳnh Cách Mạng vì đã được phân công làm Phó trưởng ban Thường trực Ban tổ chức Thành ủy.
Ngày 16/5/2019, Thủ tướng Chính phủ phê chuẩn kết quả miễn nhiệm chức vụ Phó Chủ tịch UBND Thành phố Hồ Chí Minh nhiệm kỳ 2016-2021 đối với ông Huỳnh Cách Mạng, để nhận nhiệm vụ mới.
Ngày 25/04/2022, Ủy viên Ủy ban Kiểm tra Thành ủy Thành phố Hồ Chí Minh.